# Poblaciones coloniales de Costa Rica

## Villas y ciudades de españoles
Durante la dominación castellana fueron fundadas en el territorio de la provincia de Costa Rica numerosas villas y ciudades de españoles, aunque la mayoría tuvo una vida efímera y solamente subsistieron las ciudades de Cartago y Esparza.

## Listado de las poblaciones
- Villa de Bruselas (1524)
- Ciudad de Badajoz, con el puerto de San Marcos (1540)
- Villa de Santiago
- Ciudad de San Francisco (1544)
- Villa del Castillo de Austria (1560)
- Ciudad del Castillo de Garcimuñoz (1561)
- Villa de Los Reyes, con el puerto de Landecho (1561)
- Ciudad de Nueva Cartago (1563)
- Ciudad de Santiago de Cartago (1564)
- Ciudad de Aranjuez, con el puerto de Ribera (1568)
- Ciudad de Nombre de Jesús (1571)
- Ciudad del Espíritu Santo (1574)
- Ciudad de Artieda del Nuevo Reino de Navarra (1577)
- Ciudad de Esparza (1577)
- Ciudad de la Santísima Trinidad (mencionada en 1604)
- Ciudad de Santiago de Talamanca (1605)
- Puebla de los Pardos (1650)

## Reducciones o pueblos de indios
A partir del siglo XVI, los indígenas de Costa Rica fueron concentrados por las autoridades españolas en pueblos llamados reducciones. La mayoría de ellos fue de efímera duración, y sólo unos pocos lograron subsistir hasta la separación de España en 1821.
En 1662, según un detallado informe del Gobernador interino Don Rodrigo Arias Maldonado y Góngora sobre las doctrinas franciscanas existentes en Costa Rica, las reducciones que habían subsistido eran las siguientes: Abangares, Aoyaque, Aserrí, Atirro, Barva, Boruca, Chirripó, Cot, Curriravá (hoy Curridabat), Güicasí, Güizirí, Orosi, Pacaca, Quepo, Quircot, San Bartolomé de Duqueiba, San Ildefonso de Atapas, San Salvador, Santa Catalina de Garabito, Sufragua, Teotique, Tobosi, Tucurrique, Turrialba, Ujarrás y el pueblo de los botos. A estos se sumaba el pueblo de San Juan de Herrera de los Naboríos, en las afueras de la ciudad de Cartago. 
En la Alcaldía Mayor de Nicoya, (Partido de Nicoya) cuyo territorio hoy pertenece a Costa Rica, existían en 1684 las siguientes reducciones: Cabo Blanco, Cangel, Chira, Nicopasaya, Nicoya, San Juan de Indiriá y Santa Catalina.

## Poblaciones de mestizos
En el siglo XVIII surgieron una serie de poblaciones de extracción fundamentalmente mestiza, desarrolladas a partir de alguna ayuda de parroquia, sin un acto jurídico de fundación ni gobierno municipal propio.

## Listado de las poblaciones
- Bagaces
- Heredia
- Ujarrás
- San José
- Alajuela
- Escazú
- Cañas

- Datos: Q6080978